# Sundance Air Venezuela
Sundance Air Venezuela es una aerolínea de carga y chárter privada establecida en el año 2000 con sede en Lechería, Venezuela con servicios dentro del país y al Caribe.

## Destinos
Esta aerolínea tiene un servicio chárter entre el Aeropuerto Internacional de Maiquetía Simón Bolívar, el Aeropuerto Internacional General José Antonio Anzoátegui y el Aeropuerto Internacional del Caribe Santiago Mariño. También ofrecen servicios a otros destinos dentro de Venezuela (como el Aeropuerto Parque Nacional Canaima o el Aeropuerto Andrés Miguel Salazar Marcano) y del Caribe.

## Flota
La flota de Sundance Air Venezuela incluye los siguientes aviones (octubre de 2023):
| Aeronaves                      | En servicio | Pedidos | Pasajeros | Matrículas | Antigüedad |
| ------------------------------ | ----------- | ------- | --------- | ---------- | ---------- |
| British Aerospace Jetstream 31 | 3           | —       | 16-19     | YV578T     | 38 años    |
| British Aerospace Jetstream 31 | 3           | —       | 16-19     | YV537T     | 36 años    |
| British Aerospace Jetstream 31 | 3           | —       | 16-19     | YV558T     | 36 años    |

### Flota histórica
| Aeronaves          | Total | Introducido | Retirado | Matrículas              |
| ------------------ | ----- | ----------- | -------- | ----------------------- |
| Let L-410 Turbolet | 3     | 2008        | 2016     | YV2362, YV1544 y YV329T |